# Yancheng Nanyang Airport
Yancheng Nanyang Airport (kinesiska: 盐城南洋机场) är en flygplats i Kina. Den ligger i provinsen Jiangsu, i den östra delen av landet, omkring 200 kilometer nordost om provinshuvudstaden Nanjing.
Runt Yancheng Nanyang Airport är det tätbefolkat, med 762 invånare per kvadratkilometer. Närmaste större samhälle är Yancheng, 9,0 km söder om Yancheng Nanyang Airport. Trakten runt Yancheng Nanyang Airport består till största delen av jordbruksmark.
Genomsnittlig årsnederbörd är 985 millimeter. Den regnigaste månaden är juli, med i genomsnitt 237 mm nederbörd, och den torraste är januari, med 21 mm nederbörd.